# Motorgenerátor se spalovacím motorem

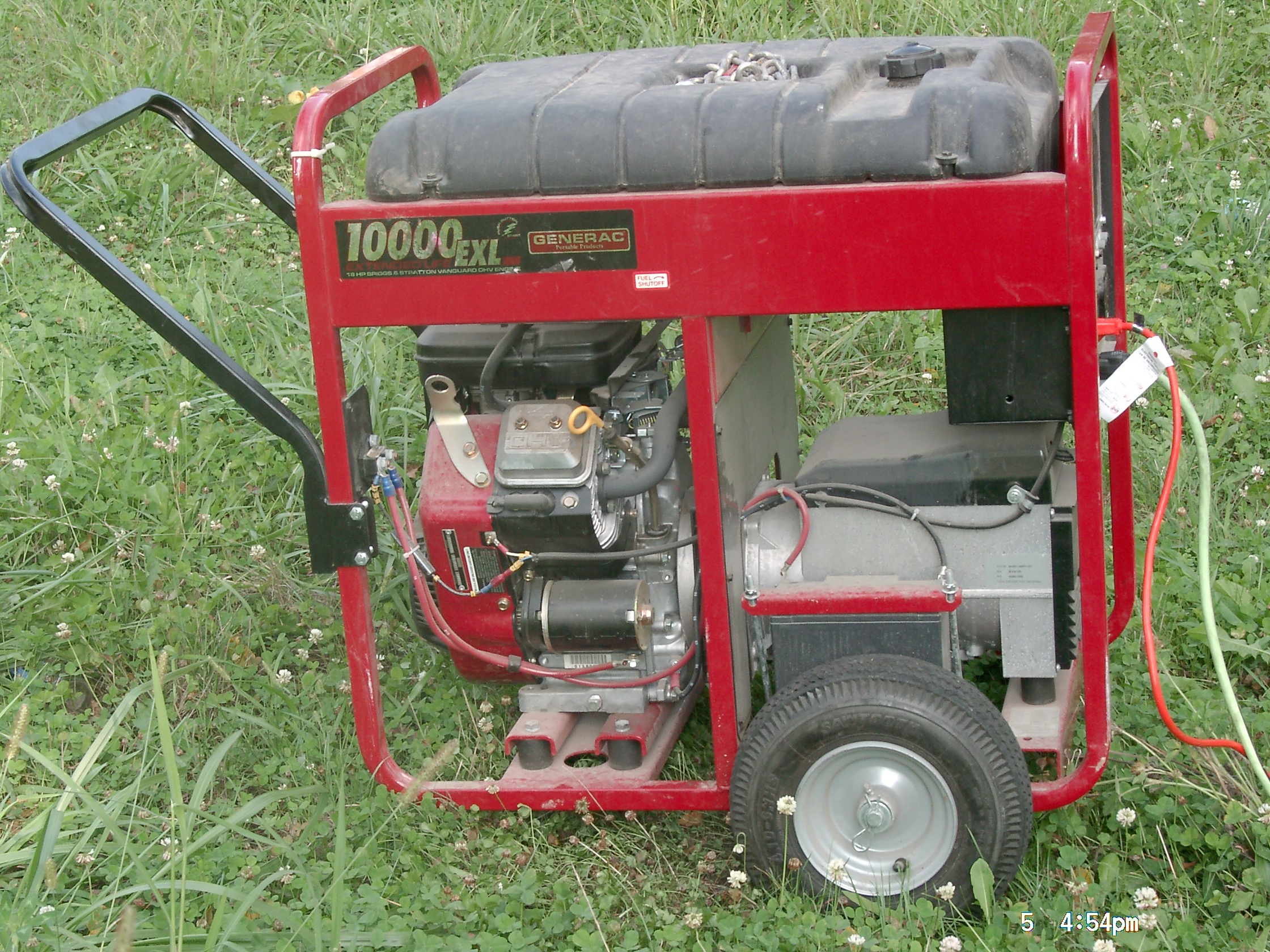
Mobilní agregát se spalovacím motorem.

Motorgenerátor se spalovacím motorem je soustrojí složené ze spalovacího motoru a generátoru, obvykle se souosými hřídeli, které slouží k výrobě elektrické energie. Spalovací motor může být benzínový nebo naftový, generátor může být buď dynamo nebo alternátor. Zařízení se používá jako zdroj elektrické energie v místech, kde není k dispozici rozvodná síť, jako špičkový zdroj, nebo jako záložní zdroj pro zajištění nepřetržité dodávky elektrické energie. Bývá také součástí dieselových lokomotiv a motorových vozů s elektrickým přenosem výkonu, kde slouží k výrobě trakční energie. Může být konstruován jako stacionární, nebo jako mobilní.
Označuje se též jako agregát (to je však obecnější pojem), případně dle typu spalovacího motoru jako naftový agregát či dieselový agregát, nebo jako benzínový agregát.
Často se používá název elektrocentrála, protože se používá k napájení zařízení elektrickou energií tam, kde není možno využít stávající pevné elektrické sítě. Elektrocentrála tak tvoří centrum, odkud se napájí energetická soustava. Používá se při natáčení filmů v terénu, koncertech a festivalech pro napájení zvukové a světelné aparatury. Elektrocentrály se používají i pro záložní napájení provozů nemocnic, datových serverů (složitých elektronických informačních systémů) a všude tam, kde by výpadek dodávky elektrické energie mohl způsobit škody na zdraví lidí, na majetku nebo v ekonomice v důležitých výrobních provozech apod. Lze využít i služeb půjčoven elektrocentrál.
Záložní dieselový generátor (elektrocentrálu) je vhodné instalovat i v pohotovostním režimu, kdy se okamžitě spouští při přerušení dodávky elektrické energie.
Své použití doznal i v dopravě, telekomunikacích (zde zejména všechny typy dopravních a telekomunikačních dispečinků), energetice (záložní zdroj v elektrárnách) a ve vojenství (například protiletecká obrana, raketové vojsko, vojenské letectví apod.).
Výkony zařízení se významně liší. Můžeme se tak setkat s malými přenosnými jednotkami pro rekreační účely, které napájejí spíše jeden spotřebič (stovky wattů až jednotky kilowattů), přes výkonnější přenosné centrály určené pro profesionální účely, až po velmi výkonné dieselové stacionární generátory určené pro potřeby pohotovostního napájení celého domu, institucí, provozů. Ty největší stacionární dieselagregáty najdete jako záložní zdroje elektřiny v JE, které mají elektrický výkon až jednotky MW. Což vede k výrazným rozdílům v konstrukci a náročnosti provozu.